# 弗勒呂斯戰役 (1794年)

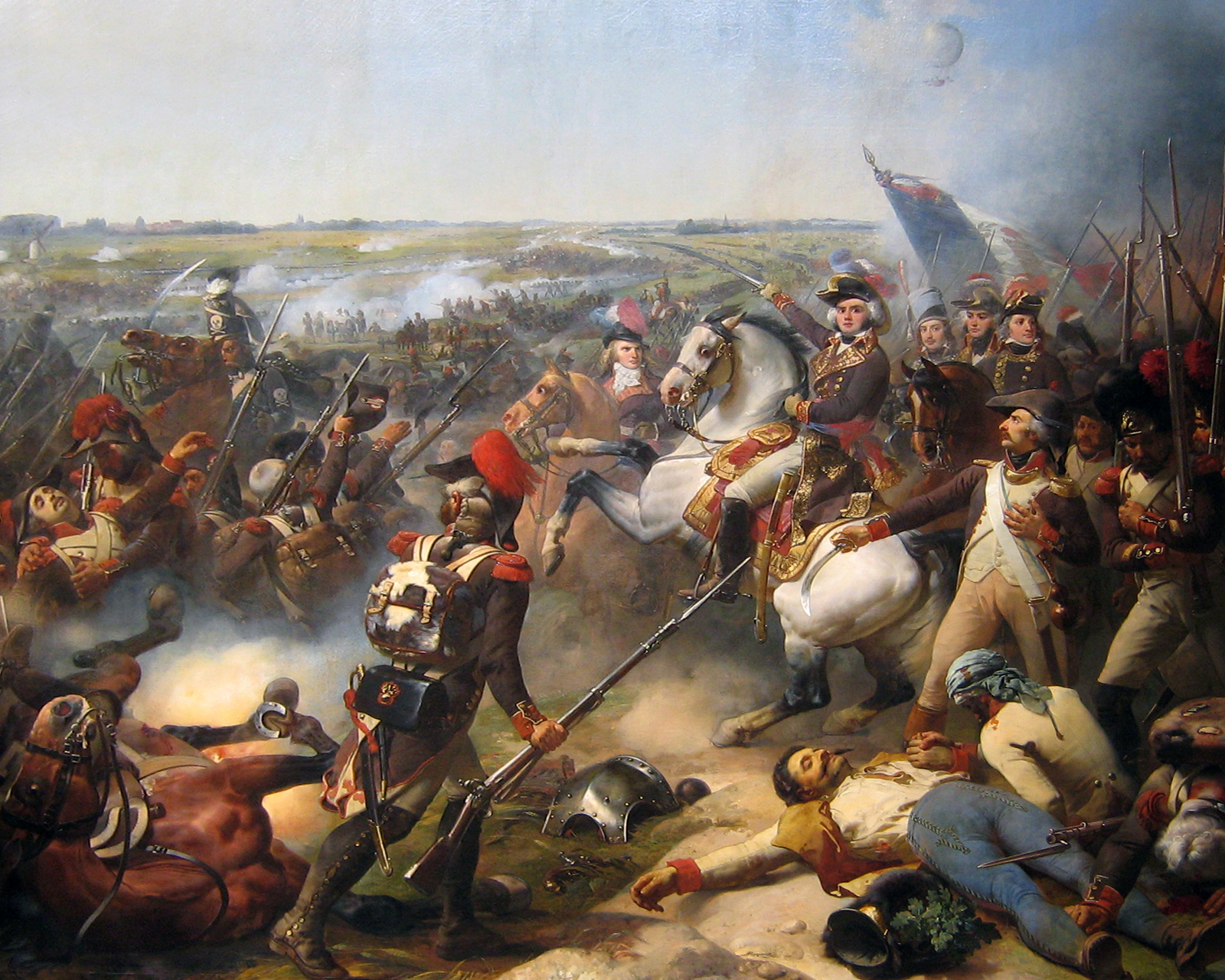
在弗勒呂斯戰役的讓-巴蒂斯特·儒爾當, 由讓-巴斯蒂特·莫澤斯繪製

弗勒呂斯戰役是1794年6月26日第一次反法同盟战争的战役，参与方为让-巴蒂斯特·儒尔当指挥的法兰西第一共和国军队和由萨克森-科堡亲王约西亚指挥，包括英国、汉诺威、荷兰共和国和哈布斯堡君主国的第一次反法同盟联军。在法国大革命战争期间法蘭德斯戰役最重要的战役。双方均拥有约8万人的兵力，但法国方面能够集中军队并击败第一次反法同盟。同盟的失败导致奥属尼德兰永久丧失，并导致荷兰共和国的覆灭。这场战斗是第一次反法同盟战争的转折点，法军在之后保持了优势地位。